# آکاسیای آفیلا
آکاسیای آفیلا (نام علمی: Acacia aphylla) نام یک گونه از سرده آکاسیا است.